# Claude Ritter
Claude Ritter (* 1980) ist ein Schweizer Seriengründer, Investor und Startup-Experte. Er gründete insgesamt sieben Unternehmen, darunter Aonics GmbH, Duqi.com, Lieferheld.de, das Reinigungs-Startup Book a Tiger, das  in Tiger Facility Services umbenannt wurde, und die Kapitalgebergesellschaft Cavalry Ventures mit.

## Leben

### Berufliches Wirken
Von 1999 bis 2002 arbeitete Ritter im Bereich E-Banking bei der Schweizer UBS AG. 2002 gründete er mit seinem Freund Oliver die Software-Entwicklungs-Firma Aionics GmbH in der Schweiz. Diese erste Gründung war nicht geplant, sondern für die Lösung eines Softwareproblems notwendig. Websites, die sie erstellten, liefen auf den gehosteten Servern nicht angemessen, weshalb sie eigene Server dann zur Verfügung stellten. 2005 verschlug es ihn nach Hong Kong. Er arbeitete als Projektmanager ein Jahr bei Ideawise Limited. Von 2007 bis 2010 war er als CEO bei NetCircle in Shanghai City tätig, einem Unternehmen, das Nischen-Community-Websites für mehr als 4 Millionen Nutzer entwickelt. In China gründete er auch Duqi.com, eine Echtzeit-Foto-Sharing-Plattform. Insgesamt lebte und arbeitete er fünf Jahre in Asien. Danach übersiedelte er nach Berlin.

#### Lieferheld und Delivery Hero
2010 gründete er gemeinsam mit Nikita Fahrenholz den Lieferdienstleister Lieferheld, obwohl eigenen Aussagen zufolge keiner der beiden Gründer Ahnung von Lieferdiensten und Restaurants hatten. Das Wissen erwarben sie sich schrittweise in einem Thai-Imbiss, in dem Ritter und sein Kollege mehrere Tage saßen und beobachteten. Lieferheld wurde im Laufe des Jahres 2012 vollständig von Delivery Hero übernommen. Zuvor gründete Ritter noch die Delivery Hero Holding mit. Die Anfangszeiten von Lieferheld schildert er als sehr herausfordernd. 2017 ging Delivery Hero mit einer Bewertung von 4,4 Milliarden Euro an die Börse. Ritter selbst war Investor bei Delivery Hero. 2018 verkaufte Delivery Hero sein Deutschlandgeschäft an den niederländischen Konkurrenten Just Eat Takeaway, zu dem auch die Marke Lieferando gehört, für über 1 Milliarde Euro. Nach der Übernahme verschwanden die gekauften Marken Lieferheld, Foodora und Pizza.de. Fortan wurde unter der bereits bestehenden Bezeichnung Lieferando agiert.

#### Tiger Facility Services
Gemeinsam mit Nikita Fahrenholz und Ulrich Lewerenz gründete Ritter 2014 das Putzvermittlungsstartup Book a Tiger. Im Gegensatz zur Konkurrenz wie Homejoy stellte Ritter seine Reinigungskräfte fest an. Fahrenholz verließ das Unternehmen im April 2018. Im selben Jahr wurde das Unternehmen infolge einer Neuausrichtung in Tiger Facility Services umbenannt. Investoren waren u. a. Target Global und DN Capital.
Ende 2019 wurde Tiger Facility Services von seinem Konkurrenten in der Putzdienstvermittlerbranche Helpling übernommen. Ritter stieg daraufhin Anfang 2020 aus dem Unternehmen aus, da er nicht Angestellter bei seinem Ex-Konkurrenten sein wollte. Sein Ausstieg erfolgte unmittelbar vor Beginn der Corona-Krise, welche zur Verlagerung von Büro-Arbeitsplätzen ins Homeoffice und in der Folge zu einem Umsatzrückgang bei Tiger Facility Services führte. Tiger Facility Services operiert nach wie vor unter diesem Namen und mit demselben Konzept.
Seit er erste Anteile von Lieferheld verkaufen konnte, hat er in Startups investiert und berät diese mittlerweile. Erfolglos verlief Ritters Investment in die Online-Plattform Buying Show. Sie musste Insolvenz anmelden.

#### Cavalry Ventures
Seit November 2015 ist Ritter am Venture-Capital-Fonds Cavalry Ventures beteiligt, den er gemeinsam mit den anderen Mitgliedern der Berliner Startup-Szene Marcel Hollerbach, DMEXCO-Chef Dominik Matyka, Stefan Walter, Rouven Dresselhaus und Delivery-Hero-Gründer Markus Fuhrmann gegründet hat. Seit der Gründung war er dort als Entrepreneurial Partner für den Fonds aktiv und stieg nach seinem Ausstieg bei Tiger Facility Services auf zum Managing Partner. In dieser Funktion ergänzt er seitdem Rouven Dresselhaus und Stefan Walter. Cavalry Ventures ist ein Sammelbecken für das Kapital größerer Business Angels, so wie etwa McMakler-Gründer Felix Jahn, WeTransfer-Gründer Ronals „Nalden“ Hans oder Berater Tilo Bonow. Für seinen ersten Fonds sammelte Cavalry 20 Millionen Euro ein, 2020 für seinen zweiten Fonds 80 Millionen Euro und für seinen dritten im selben Jahr noch einmal 20 Millionen Euro. Es wurden erfolgreiche Unternehmen wie der Immobilienvermittler McMakler, Rekki, die Software-Startups PlanRadar und Bryter, die Klima-App Planetly und die die Coaching-App actio unterstützt. Cavalry Ventures finanziert speziell Unternehmen in der Frühphase mit.

#### Redner
2016 sprach Ritter beim Start-up Camp in Berlin, der größten Early-Stage-Konferenz Deutschlands. 2017 bei der Technologiekonferenz Darwins's Circle in Wien neben Top-Managern von Facebook, Google, Amazon, Youtube, Nvidia, AirBnB und IBM. Er war bereits Gast beim Mannheimer Center for Entrepreneurship and Innovation.

### Privates
Ritter ist gebürtiger Schweizer und lebt seit 2010 in Berlin.
Als ehemaliger Serial Entrepreneur und nun Berater ist er auf das Finden neuer Herausforderungen fokussiert.

## Podcasts
- Gründerstories Claude Ritter, Cavalry Ventures